# Sporting Clube de Portugal
Sporting Clube de Portugal (phát âm tiếng Bồ Đào Nha: [ˈspɔɾtĩɡ ˈkluβɨ ðɨ puɾtuˈɣal], có nghĩa là "Câu lạc bộ Thể thao Bồ Đào Nha"), cũng được biết đến với tên gọi Sporting CP, Sporting hoặc với tên gọi là Sporting Lisbon, là một câu lạc bộ thể thao Bồ Đào Nha có trụ sở ở Lisboa. Câu lạc bộ được biết đến nhiều nhất bởi đội bóng đá chuyên nghiệp nam đang thi đấu ở Giải bóng đá Ngoại hạng Bồ Đào Nha, hạng đấu cao nhất của bóng đá Bồ Đào Nha.
Sporting CP chỉ được thành lập tạm thời vào ngày 14 tháng 4 năm 1906 với tên gọi Campo Grande Sporting Club. Sau đó, vào ngày 1 tháng 7 Sporting chính thức được thành lập với tên gọi Sporting Clube de Portugal do António Félix da Costa Júnior đề cử. Đây là câu lạc bộ thành công thứ ba tại Bồ Đào Nha với 18 chức vô địch quốc gia, đứng sau Benfica (37 chức vô địch) và Porto (28 chức vô địch).

## Danh hiệu

### Các giải đấu trong nước
- The National Championship (*Hiện nay đã không còn)

- Vô địch (4): 1922–1923, 1933–1934, 1935–1936, 1937–2020
- Về nhì (6): 1922, 1924–1925, 1927–1928, 1932–1933, 1934–1935, 1936–1937

- Portuguese Liga

- Vô địch (21): 1940–1941, 1943–1944, 1946–1947, 1947–1948, 1948–1949, 1950–1951, 1951–1952, 1952–1953, 195 6- 1957–1958, 1961–1962, 1965–1966, 1969–1970, 1973–1974, 1979–1980, 1981–1982, 1999–2000, 2001–2002, 2020–21,  2023–24, 2024–25
- Về nhì (19):

- Cup of Portugal

- Vô địch (15): 1940–41 1944–45 1945–46 1947–48 1953–54 1962–63 1970–71 1972–73 1973–74 1977–78 1981–82 1994–95 2001–02 2006–07 2007–08
- Về nhì (16):

- Portuguese League Cup

bồ đào nha

- Vô địch (-)200
- Về nhì (2): 2007–2008, 2008–200917

- SuperCup Cândido de Oliveira

sdcght
- Vô địch (7): 1982, 1987, 1995, 2000, 2002, 2007, 2008
- Về nhì (1): 1980

- Lisbon Championship [6]

- Vô địch (18): 1914–1915, 1918–1919, 1921–1922, 1922–1923, 1924–1925, 1927–1928, 1930–1931, 1933–1934, 1934–1935, 1935–1936, 1936–1937, 1937–1938, 1938–1939, 1940–1941, 1941–1942, 1942–1943, 1944–1945, 1946–1947
- Về nhì (10): 1907–1908, 1912–1913, 1916–1917, 1917–1918, 1920–1921, 1923–1924, 1925–1926, 1931–1932, 1939–1940, 1945–1946

- Taça de Honra

- Vô địch (10): 1914–1915, 1915–1916, 1916–1917, 1946–1947, 1948–1949, 1960–1961, 1962–1963, 1964–1965, 1983–1984, 1990–1991
- Về nhì (-):

- Taça Império (*inauguration of Sân vận động Quốc gia) [7]

- Winner (1): 1943–1944

- Copa BES [8]

- Vô địch (1): 2005–2006
- Về nhì (3): 2003–2004, 2004–2005, 2007–2008

### Các giải đấu lớn ở châu Âu
- UEFA Cup Winners' Cup/Cúp C2

- Vô địch (1): 1963–1964
- Về nhì (-):

- UEFA Cup

- Vô địch (-)
- Về nhì (1): 2004–2005

- Latin Cup

- Vô địch (-)
- Về nhì (1): 1949

### Friendly competitions
- Teresa Herrera Trophy

- Vô địch (1): 1961
- Về nhì (-):

- Iberian Trophy (Badajoz, Tây Ban Nha) [9]

- Vô địch (2): 1967, 1970
- Về nhì (1): 2005

- Trofeo Internacional Montilla-Moriles (Córdoba, Tây Ban Nha) [10]

- Vô địch (1): 1969
- Về nhì (-):

- International Tournament in Caracas [11]

- Vô địch (1): 1981
- Về nhì (-):

- Tournament of Bulgaria [12]

- Vô địch (1): 1981
- Về nhì (-):

- Tournament City San Sebastián [13]

- Vô địch (1): 1991
- Về nhì (-):

- Iberian Cup [14]

- Vô địch (1): 2000
- Về nhì (-):

- Trofeo Ciudad de Vigo

- Vô địch (1): 2001
- Về nhì (1): 1977

- Guadiana Trophy

- Vô địch (3): 2005, 2006, 2008
- Về nhì (-):

- Colombino Trophy

- Vô địch (1): 2006
- Về nhì (-):

- Trofeo Santiago Bernabéu

- Vô địch (-)
- Về nhì (1): 2008

- Fenway Football Challenge

- Vô địch (-)
- Về nhì (1): 2010

- Barclays New York Challenge

- Vô địch (1): 2010
- Về nhì (-):

## Cầu thủ

### Đội hình hiện tại
Tính đến ngày 6 tháng 9 năm 2024
Ghi chú: Quốc kỳ chỉ đội tuyển quốc gia được xác định rõ trong điều lệ tư cách FIFA. Các cầu thủ có thể giữ hơn một quốc tịch ngoài FIFA.
| Số | VT | Quốc gia             | Cầu thủ           |
| -- | -- | -------------------- | ----------------- |
| 1  | TM | Uruguay              | Franco Israel     |
| 2  | HV | Brasil               | Matheus Reis      |
| 3  | HV | Hà Lan               | Jerry St. Juste   |
| 5  | TV | Nhật Bản             | Hidemasa Morita   |
| 6  | HV | Bỉ                   | Zeno Debast       |
| 8  | TV | Bồ Đào Nha           | Pedro Gonçalves   |
| —  |    |                      |                   |
| 10 | TĐ | Anh                  | Marcus Edwards    |
| 11 | TĐ | Bồ Đào Nha           | Nuno Santos       |
| 13 | TM | Bosna và Hercegovina | Vladan Kovačević  |
| 17 | TĐ | Bồ Đào Nha           | Francisco Trincão |
| 19 | TĐ | Đan Mạch             | Conrad Harder     |

| Số | VT | Quốc gia    | Cầu thủ                           |
| -- | -- | ----------- | --------------------------------- |
| 20 | TĐ | Uruguay     | Maximiliano Araújo                |
| 21 | TĐ | Mozambique  | Geny Catamo                       |
| 22 | HV | Tây Ban Nha | Iván Fresneda                     |
| 23 | TV | Bồ Đào Nha  | Daniel Bragança (đội phó)         |
| 25 | HV | Bồ Đào Nha  | Gonçalo Inácio (đội trưởng thứ 3) |
| 26 | HV | Bờ Biển Ngà | Ousmane Diomande                  |
| 41 | TM | Brasil      | Diego Callai                      |
| 42 | TV | Đan Mạch    | Morten Hjulmand (đội trưởng)      |
| 47 | HV | Bồ Đào Nha  | Ricardo Esgaio                    |
| 57 | TĐ | Bồ Đào Nha  | Geovany Quenda                    |
| 72 | HV | Bồ Đào Nha  | Eduardo Quaresma                  |
| 86 | TĐ | Bồ Đào Nha  | Rafael Nel                        |

### Những cầu thủ khác theo hợp đồng
Ghi chú: Quốc kỳ chỉ đội tuyển quốc gia được xác định rõ trong điều lệ tư cách FIFA. Các cầu thủ có thể giữ hơn một quốc tịch ngoài FIFA.
| Số | VT | Quốc gia   | Cầu thủ        |
| -- | -- | ---------- | -------------- |
| 90 | TĐ | Bồ Đào Nha | Afonso Moreira |

### Cầu thủ cho mượn
Ghi chú: Quốc kỳ chỉ đội tuyển quốc gia được xác định rõ trong điều lệ tư cách FIFA. Các cầu thủ có thể giữ hơn một quốc tịch ngoài FIFA.
| Số | VT | Quốc gia   | Cầu thủ                                               |
| -- | -- | ---------- | ----------------------------------------------------- |
| 14 | TV | Bồ Đào Nha | Dário Essugo (tại Las Palmas đến 30 tháng 6 năm 2025) |
| 32 | TV | Argentina  | Mateo Tanlongo (tại Pafos đến 30 tháng 6 năm 2025)    |
| 43 | HV | Bồ Đào Nha | João Muniz (tại Rio Ave đến 30 tháng 6 năm 2025)      |
| 45 | HV | Brasil     | Rafael Pontelo (tại Pafos đến 30 tháng 6 năm 2025)    |

| Số | VT | Quốc gia   | Cầu thủ                                                              |
| -- | -- | ---------- | -------------------------------------------------------------------- |
| 80 | TV | Pháp       | Koba Koindredi (tại Lausanne-Sport đến 30 tháng 6 năm 2025)          |
| 91 | TĐ | Bồ Đào Nha | Rodrigo Ribeiro (tại AVS đến 30 tháng 6 năm 2025)                    |
| 97 | HV | Bồ Đào Nha | Diogo Travassos (tại Estrela Amadora đến 30 tháng 6 năm 2025)        |
| —  | HV | Bồ Đào Nha | Rúben Vinagre (tại Legia Warsaw đến 30 tháng 6 năm 2025)             |
| —  | TV | Hy Lạp     | Sotiris Alexandropoulos (tại Standard Liège đến 30 tháng 6 năm 2025) |

## Chủ tịch
Danh sách đầy đủ:
| - 1906–1910 Alfredo Augusto das Neves Holtreman (Visconde de Alvalade) - 1910 Luís Caetano Pereira - 1910–1912 José Holtreman Roquette (José Alvalade) - 1912–1913 Luís Caetano Pereira - 1913–1914 José da Mota Marques - 1914–1918 Daniel Queirós dos Santos - 1918 Mário de Lemos Pistacchini - 1918 António Nunes Soares Júnior - 1918–1921 Mário de Lemos Pistacchini - 1921 António Nunes Soares Júnior - 1921–1922 Manuel Garcia Carabe - 1922–1923 Júlio Barreiros Cardoso de Araújo - 1923–1924 Pedro Sanches Navarro - 1924–1925 Júlio Barreiros Cardoso de Araújo - 1925–1926 José Salazar Carreira - 1926–1927 Pedro Sanches Navarro - 1927–1928 António Nunes Soares Júnior - 1928–1929 Joaquim Guerreiro de Oliveira Duarte - 1929 Eduardo Mário Costa - 1929–1931 Álvaro José de Sousa - 1931 Artur Silva - 1932 Álvaro Luís Retamoza Dias - 1932–1942 Joaquim Guerreiro de Oliveira Duarte - 1942–1943 Augusto Amado de Aguilar | - 1943 Prof. Dr. Diogo Alves Furtado - 1943–1944 Alberto da Cunha e Silva - 1944–1946 Augusto Fernando Barreira de Campos - 1946–1953 António José Ribeiro Ferreira - 1953–1957 Carlos Cecílio Góis Mota - 1957–1958 Francisco de Cazal-Ribeiro - 1958–1961 Guilherme Braga Brás Medeiros - 1961–1962 Gaudêncio L. da Silva Costa - 1962–1963 Commodore Joel Azevedo da Silva Pascoal - 1963–1964 General Horácio de Sá Viana Rebelo - 1964–1965 General Martiniano A. Piarra Homem de Figueiredo - 1965–1973 Guilherme Braga Brás Medeiros - 1973 Dr. Orlando Valadão Chagas - 1973 Manuel Henrique Nazareth - 1973–1986 João António dos Anjos Rocha - 1986–1988 Amado de Freitas - 1988–1989 Jorge Manuel Alegre Gonçalves - 1989–1995 José de Sousa Cintra - 1995–1996 Pedro Miguel Santana Lopes - 1996–2000 José Alfredo Parreira Holtreman Roquette - 2000–2005 António Augusto Serra Campos Dias da Cunha - 2005–2009 Filipe Soares Franco - 2009– José Eduardo Bettencourt |